# Festival Oriente Occidente
Il Festival Oriente Occidente è una manifestazione internazionale di danza contemporanea che si svolge prevalentemente nella città di Rovereto tra la fine di agosto e gli inizi di settembre.

## Storia
Oriente Occidente è nato a Rovereto, in Trentino, agli inizi degli anni '80. L'idea nacque nel 1981 quando il circolo culturale Il Leno organizzò una manifestazione del titolo Rovereto Teatromusica 81 curata artisticamente da Franco Cis.
(Dalla presentazione di Mariano Volani.)
Il festival, pioniere all'interno del panorama italiano, aprì una nuova opportunità alla danza coinvolgendo grandi nomi della danza tradizionale e contemporanea.
Negli anni ha ospitato varie produzioni o prime europee o nazionali di compagnie e artisti significativi sulla scena artistica.
La critica Leonetta Bentivoglio ha scritto: Oriente Occidente rimarca con orgoglio la propria vocazione agli scambi e agli incontri con identità culturali diverse.

## Organizzazione
La direzione artistica del festival sino al 2017 è stata di Lanfranco Cis e Paolo Manfrini,, quest'ultimo scomparso nel 2018. Intento del festival è uscire dagli spazi teatrali tradizionali ed invadere la città.
Oltre agli spettacoli in programmazione il festival organizza laboratori per danzatori professionisti e non di danza contemporanea, danza moderna, tango e flamenco, danza africana, hip hop e break dance, danza educativa, dance ability, danza interattiva, danza corale, danza mediorientale araba ed egizia, percussioni corporee, Kathak, pizzica e taranta, danza terapia, feldenkreist, yoga, contact improvisation, laboratori creativi e incontri, inoltre vengono preparati convegni ed incontri con coreografi, artisti e personalità nell'ambito della danza e della cultura.

## Alcune edizioni con protagonisti del Festival
Ed. 1981: Michael Aspinall (Inghilterra), Cathy Berberian e Bruno Canino (USA-Italia), Paolo Conte (Italia), Hagint Vartanian (Iran), Antonio Liviero (Italia), Sanjukta Panigrahi (India)

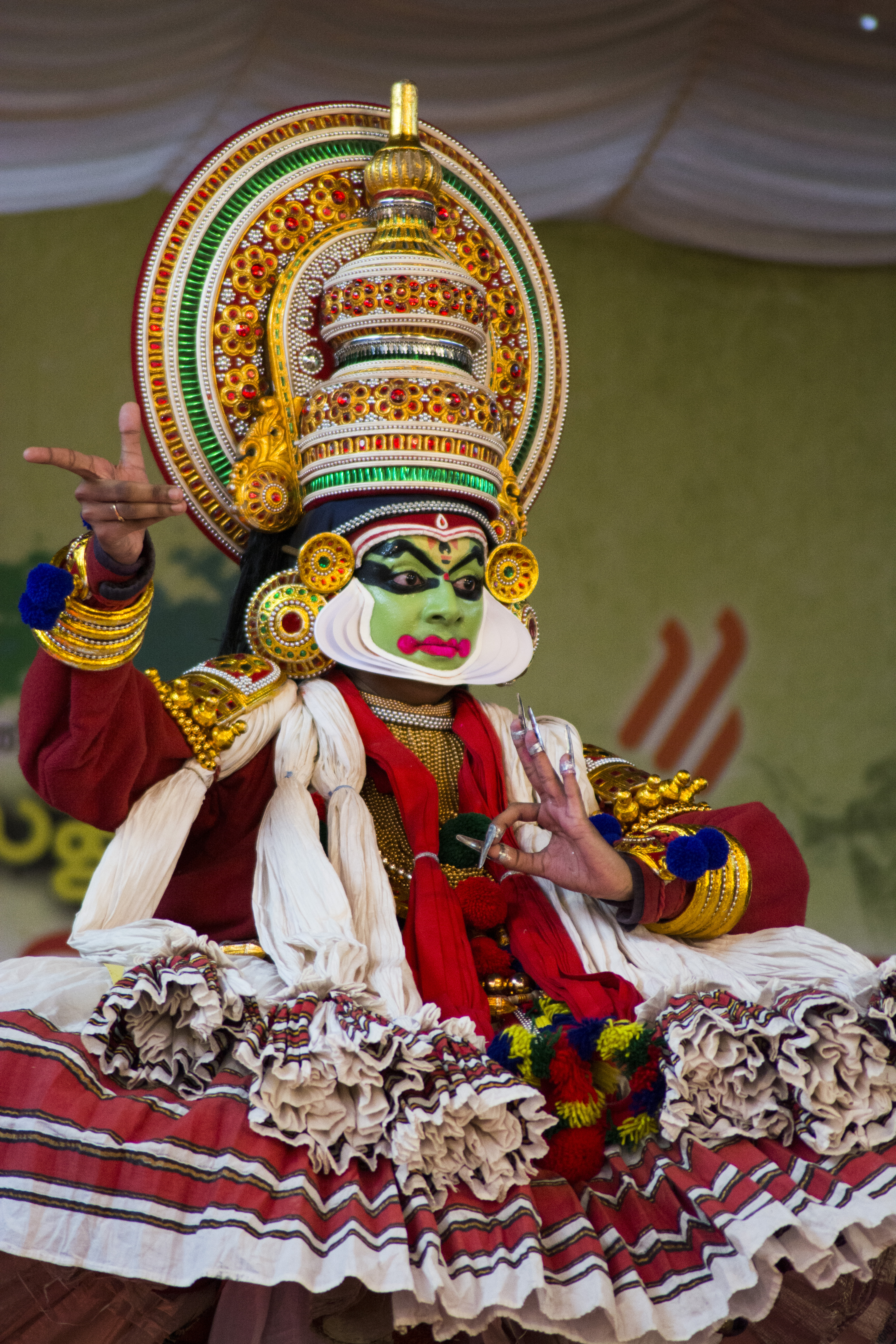
Momento di una danza Kathakali, portata ad Oriente Occidente in una delle sue prime edizioni

Ed. 1989: Altroteatro (Italia), Kalamandalam (India), Carbone 14 (Canada), Elsa Wolliaston Steve Lacy (Nigeria- USA), Germaine Marie Pentecote Acogny (Senegal)
Ed. 1992: Castafiore (Francia),Tangùeros (Argentina), Ris Et Danceries/Francia,-Ensemble Shiraz/Iran, Mongolia Folk Song and Dance Company Mandukhai (Mongolia), Guo Yue Group (Cina)
Ed. 1997:  Compagnia Abbondanza-Bertoni (Italia), Shobana Jeayasingh Dance Company (Inghilterra), Ricochet Dance Company (Inghilterra), Companhia Paulo Riberio (Portogallo), Compagnie Quat'Zarts-Catherine Berbessou (Francia), Trisha Brown Company (USA)
Ed. 2004: Bud-Blumenthal (Belgio), Luis-Filippe Demers (Canada/Germania), Alias Compagnie (Svizzera), Streb (USA), Ersilia Danza (Italia), Shen Wei Dance Arts (USA/Cina) Ennesima (Italia/Belgio), Shen Wei Dance Arts (USA/Cina), Bandaloop (USA)
Ed. 2016: Spinn (Svezia), Ballet National de Marseilla (Francia), Ariadone (Francia), Nofit State and Motionhouse (Inghilterra)